# BMW H2R
A BMW H2R „Hydrogen Record Car” egy folyékony hidrogénhajtású sportkocsi, melyet a BMW készített 2004-ben. Az autó fejlesztése csupán 10 hónapig tartott, és összesen kilenc nemzetközi sebességrekordot döntött meg: